# باسل الفهد
باسل الفهد لاعب كرة قدم سعودي سابق لعب طوال مشواره مع نادي الفيصلي. 

## الحياة الشخصية
باسل هو شقيق كل من اللاعبين عبد الإله الفهد وعبد الله الفهد.